# Gaio Bruttio Presente (console 217)
Gaio Bruttio Presente (in latino Gaius Bruttius Praesens; fl. 199-217) è stato un politico romano, senatore dell'Impero romano.

## Biografia
Originario della Lucania, Presente era membro della patrizia gens Bruttia; suo padre era Lucio Bruttio Quinzio Crispino, console del 187, mentre è possibile che il Gaio Bruttio Presente console nel 246 fosse suo figlio.
Nel 199 Presente fu salius Palatinus, nel 217 resse il consolato.